# Черето Лациале
Черѐто Лациа̀ле (на италиански: Cerreto Laziale) е село и община в Централна Италия, провинция Рим, регион Лацио. Разположено е на 520 m надморска височина. Населението на общината е 1212 души (към 2010 г.).